# 탕창군
탕창군(宕昌郡)은 수나라 때 설치된 중국의 옛 군이다.

## 북주, 수
본래 탕창군에는 탕창국이라고 하는 독립된 국가가 존재했다. 566년(북주 무제 천화 원년), 무제는 여러차례 북주를 공격했던 탕창국을 멸망시켰고, 그 자리에 탕주(宕州)를 두었다. 또한 그 주에 총관부가 설치했다. 북주가 멸망하고 수나라가 건국된 이후인 584년(수 문제 개황 4년), 탕주총관부가 폐지되었고 607년(수 양제 대업 3년), 군현제가 다시 실시되며 모든 주가 군으로 바뀜에 따라 탕주가 폐지되고 그 자리에 탕창군이 설치되었다. 탕창군은 3현 6,996호를 거느렸다.
| 현명   | 한자   | 대략적 위치                                          | 비고 |
| ------ | ------ | ---------------------------------------------------- | --- |
| 양공현 | 良恭縣 | 룽난시 당창현 남양진(南陽鎭)                         | 566년 탕주를 두면서 설치되었다. 본래 이름은 양탕현(陽宕縣)이었으나, 598년(수 문제 개황 18년) 지금의 이름으로 개명되었다. |
| 화융현 | 和戎縣 | 간난 티베트족 자치주 당창현?                         | 현내에 양공산(良恭山)이 있었다.                                                                                          |
| 회도현 | 懷道縣 | 간난티베트족자치주 저우취현 서북 봉질진(峰迭鎭) 일대 | 북주가 탕창국을 정복한 뒤 감송군(甘松郡)으로 분리되었으나 개황 초기 감송군이 탕주에 통폐합되면서 본군의 속현이 되었다.   |

## 당
618년(당 고조 무덕 원년), 주현제를 실시하면서 탕창군이 탕주(宕州)로 바뀌었고, 탕주는 탕창군의 3개 속현을 그대로 속현으로 삼았다. 742년(당 현종 천보 원년), 군현제가 실시됨에 따라 회도군(懷道郡)으로 바뀌었으나, 758년(당 숙종 건원 원년), 주현제가 실시되면서 탕주로 돌아왔다. 2현을 두었는데, 과거 140호 1,461호의 주민을 거느렸으나, 천보연간에는 1,190호 7,199명의 주민을 거느리게 되었다. 부금(麩金), 산금(散金), 사향을 공물로 바쳤다
| 현명   | 한자   | 현급(신당서) | 대략적 위치                             | 비고 |
| ------ | ------ | ------------ | --------------------------------------- | --- |
| 회도현 | 懷道縣 | 下           | 간난티베트족자치주 저우취현 서북 봉질진 | 629년(당 태종 정관 3년), 화융현이 본현에 통폐합되었다. 현 서쪽 83리를 가면 소동수(蘇董戍)와 동균산(同均山)이 있었다고 한다. |
| 양공현 | 良恭縣 | 下           | 룽난시 당창현 남양진                    | 627년(당 태종 정관 원년) 성주(成州) 담수현(潭水縣)이 본현에 통폐합되었다.                                                   |

1. ↑  《주서》49권 열전 제 41 이역전 上 탕창강
2. ↑  《수서》 29권 지 제 24 지리지 上 양주 탕창군
3. ↑  《구당서》 40권 지 제 20 지리지 3 농우도 탕주
4. ↑  《신당서》 40권 지 제 30 지리지 4 농우도 탕주 회도군